# رامشتدت (آلمان)
رامشتدت (به آلمانی: Ramstedt) یک شهر در آلمان است که در نوردفرایسلند واقع شده‌است. رامشتدت ۴۴۱ نفر جمعیت دارد.